# Godefroy Cavaignac

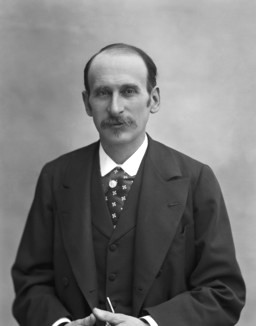
Godefroy Cavaignac

Jacques Marie Eugène Godefroy Cavaignac (* 21. Mai 1853 in Paris; † 24. September 1905 in Flée) war ein französischer Politiker.

## Leben
Cavaignac wurde 1882 erstmals in die Abgeordnetenkammer der Dritten Französischen Republik gewählt. 1885 war er Staatssekretär im Kriegsministerium. 1892 wurde er Marineminister, 1895 zum ersten Mal Kriegsminister. 1898, auf dem Höhepunkt der Dreyfus-Affäre, war er erneut kurzzeitig Kriegsminister. Der Historiker Eugène Cavaignac war sein Sohn.

## Dreyfus-Affäre
Cavaignac gehörte zu den Personen, die fest von der Schuld des jüdischen Artillerie-Hauptmanns Alfred Dreyfus überzeugt waren. Dreyfus war Ende 1894 des Landesverrats für schuldig gesprochen worden. Die Verurteilung basierte auf zweifelhaften Handschriftengutachten und rechtswidrigen Beweisen. Seit der Verurteilung von Dreyfus waren mehr und mehr Personen überzeugt, dass diese Verurteilung ein Justizirrtum war. Kurz nach seinem Amtsantritt hatte Cavaignac der Abgeordnetenkammer erneut seine feste Überzeugung an der rechtmäßigen Verurteilung von Dreyfus versichert. Als Beweis für die rechtmäßige Verurteilung zitierte er unter anderem Le faux Henry, den Cette canaille de D.-Brief und einen weiteren Brief des italienischen Militärattachés Alessandro Panizzardi.
Der sozialistische Abgeordnete Jean Jaurès, ein überzeugter Dreyfusard, forderte daraufhin den Kriegsminister in einem offenen Brief heraus und kündigte an, er werde Cavaignacs Beweisführung Punkt für Punkt widerlegen. Dies tat er in einer Serie von Artikeln, die im August und September 1898 in La Petite République erschienen. Kernpunkt seiner Argumentation war die Behauptung, dass Le faux henry eine im Generalstab fabrizierte Fälschung sei. Dies führte zu einer erneuten Untersuchung der Beweise, die zum Teil bei Lampenlicht erfolgte. Dabei fielen Hauptmann Louis Cuignet, einem Assistenten Cavaignacs, die zwei unterschiedlichen Papiersorten auf, aus denen Le faux henry bestand. Gemeinsam mit General Roget war er sich einig, dass es sich tatsächlich um eine Fälschung handelte, wie es der entlassene Leiter des Nachrichtendienstes, Marie-Georges Picquart, bislang behauptet hatte.
Cavaignac wurde am 14. August darüber informiert, aber erst am 30. August befragte Cavaignac den Generalstabsoffizier Hubert Henry in Anwesenheit der Generäle Raoul Le Mouton de Boisdeffre und Charles Arthur Gonse zu diesem Fund. Henry versuchte erst zu leugnen, gab aber dann unter dem Druck der Befragung zu, dass er den Brief gefälscht habe. Er wurde verhaftet und ins Militärgefängnis Mont Valérien gebracht. In einer kurzen Veröffentlichung teilte die Regierung mit, dass man die Fälschung des faux henry entdeckt habe. Am 31. August beging Henry Selbstmord, indem er sich mit seinem Rasiermesser die Kehle aufschlitzte. Boisdeffre trat nach Henrys Selbstmord von seinem Amt zurück, Gonse wurde vom Generalstab zum aktiven Dienst versetzt und du Paty pensioniert. Esterhazy, der mittlerweile nach Belgien geflohen war, gab in Presseinterviews zu, dass er das Bordereau verfasst habe. Am 3. September stellte Lucie Dreyfus erneut ein Revisionsgesuch, und auch die politisch neutrale Presse forderte nun eine Wiederaufnahme des Prozesses. Am 5. September trat Cavaignac von seinem Amt als Kriegsminister zurück.
Cavaignac blieb auch nach seinem Rücktritt überzeugter Anti-Dreyfusard und widersetzte sich einem neuerlichen Verfahren gegen Dreyfus. Das Oberste Berufungsgericht entschied allerdings gegen Ende des Jahres 1898, 1899 kam es zu einem zweiten Kriegsgerichtsprozess, bei dem die urteilenden Militärrichter trotz der anders lautenden Beweislage Alfred Dreyfus ein zweites Mal des Landesverrat für schuldig befanden. Auf Grund des Regierungswechsels, der zwischenzeitlich erfolgt war, fanden sich jedoch im neuen Kabinett ausreichend Fürsprecher für eine Begnadigung Dreyfus’. Die vollständige Rehabilitierung Dreyfus’ erfolgte erst 1906, ein Jahr nach Cavaignacs Tod. Um die Jahrhundertwende war Cavaignac Mitglied der Ligue de la patrie française, die sich als antidreyfusardische Bewegung gegründet hatte.